# Carloman (hofmeier)
Carloman (Austrasië, 713 – Vienne, 4 december 755), hofmeier van het Frankische rijk tijdens de Merovingische periode.
Hij was een zoon van Karel Martel en Rotrude van Trier. Samen met zijn broer Pepijn de Korte werd hij, na de dood van Karel Martel in 741 hofmeier. In 747 besloot hij echter monnik te worden, waarna zijn broer Pepijn alleen overbleef als hofmeier.
Soms wordt hij plaatselijk als een heilige vereerd, maar hij is nooit heilig verklaard, noch is zijn cultus bevestigd. Men beschouwt hem dan ook doorgaans als eerbiedwaardig. Men vergelijke hiermee de plaatselijke verering van Karel de Grote in Aken (die overigens zelfs niet eerbiedwaardig is).
Zijn feestdag is 17 augustus.

## Voorouders
| Voorouders van Carloman | Voorouders van Carloman                                    | Voorouders van Carloman                                    | Voorouders van Carloman                              | Voorouders van Carloman                              | Voorouders van Carloman                              | Voorouders van Carloman                              | Voorouders van Carloman                              | Voorouders van Carloman                              |
| ----------------------- | ---------------------------------------------------------- | ---------------------------------------------------------- | ---------------------------------------------------- | ---------------------------------------------------- | ---------------------------------------------------- | ---------------------------------------------------- | ---------------------------------------------------- | ---------------------------------------------------- |
| Overgrootouders         | Ansegisus (hofmeier) (610-662) ∞ Begga (heilige) (620-693) | Ansegisus (hofmeier) (610-662) ∞ Begga (heilige) (620-693) | ? (-) ∞ ? (-)                                        | ? (-) ∞ ? (-)                                        | ? (–) ∞ ? (-)                                        | ? (–) ∞ ? (-)                                        | ? (–) ∞ ? (-)                                        | ? (–) ∞ ? (-)                                        |
| Grootouders             | Pepijn van Herstal (635-714) ∞ Alpaida (640-714)           | Pepijn van Herstal (635-714) ∞ Alpaida (640-714)           | Pepijn van Herstal (635-714) ∞ Alpaida (640-714)     | Pepijn van Herstal (635-714) ∞ Alpaida (640-714)     | Liutwin (-718) ∞ ? (-)                               | Liutwin (-718) ∞ ? (-)                               | Liutwin (-718) ∞ ? (-)                               | Liutwin (-718) ∞ ? (-)                               |
| Ouders                  | Karel Martel (689-741) ∞ Rotrude van Trier (690-724)       | Karel Martel (689-741) ∞ Rotrude van Trier (690-724)       | Karel Martel (689-741) ∞ Rotrude van Trier (690-724) | Karel Martel (689-741) ∞ Rotrude van Trier (690-724) | Karel Martel (689-741) ∞ Rotrude van Trier (690-724) | Karel Martel (689-741) ∞ Rotrude van Trier (690-724) | Karel Martel (689-741) ∞ Rotrude van Trier (690-724) | Karel Martel (689-741) ∞ Rotrude van Trier (690-724) |
| Carloman (713-755)      |                                                            |                                                            |                                                      |                                                      |                                                      |                                                      |                                                      |                                                      |

## Verder lezen
- F. Reiniger, art. KARLMANN, in BBKL III (1992), pp. 1165-1167.